# رادیکال هیدروکسیل

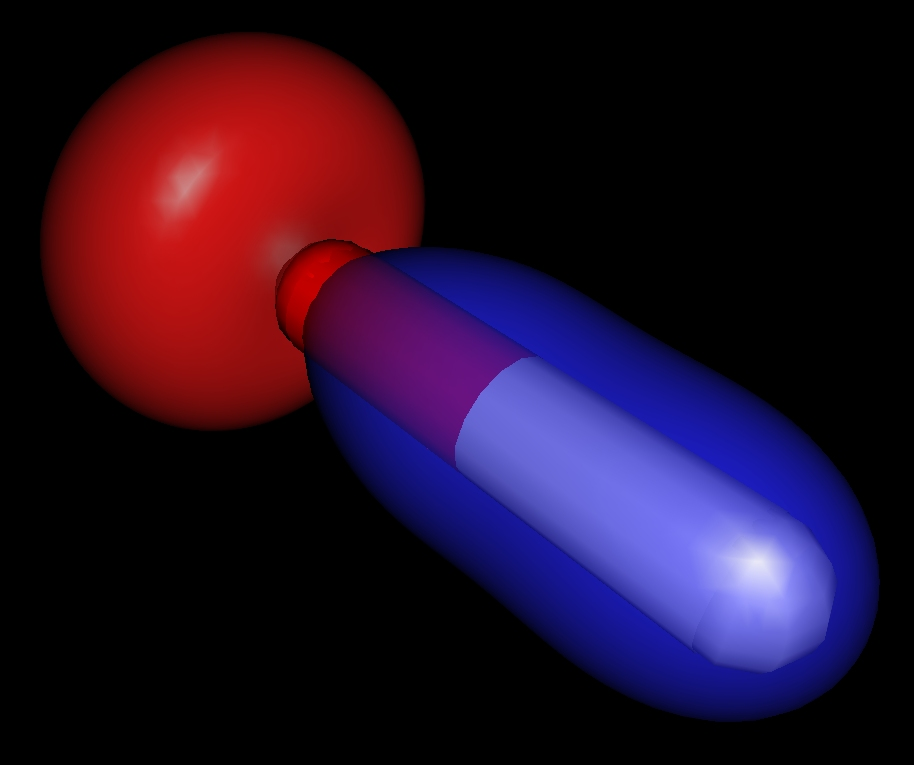
رادیکال هیدروکسیل

رادیکال هیدروکسیل (به انگلیسی: Hydroxyl radical) یک ترکیب شیمیایی با شناسه پاب‌کم ۱۵۷۳۵۰ است. این ماده بسیار واکنش‌پذیر که بیشتر با عنوان «پاک‌کننده شیمیایی» شناخته می‌شود، از ترکیب‌های شیمیایی مهمی است که در جو می‌توان یافت. 